# Trappea
Trappea — рід грибів родини Trappeaceae. Назва вперше опублікована 1990 року.

## Поширення та середовище існування
Зустрічається в Китаї, Європі та Північній Америці.